# Rudolf Krátký
Rudolf Krátký (16. listopadu 1919 Brno – 13. dubna 2009 Brno) byl český herec.

## Život
Vystudoval brněnské gymnázium, poté začal studovat V Brně práva, studium však musel ukončit, protože školy uzavřeny nacisty. Právě proto začal dělat divadlo, nejprve nastoupil do Divadelního studia v Brně (1939–1941), poté přešel do činohry olomouckého Českého divadla (1941 až 1945). Od roku 1945 až do odchodu do penze (1991) hrál ve Státním divadle v Brně. Pohostinsky zde ovšem vystupoval až do roku 2003. V 90. letech hostoval také v Městském divadle v Brně. Za výkon v inscenaci Mistr a Markétka byl ve svých jednaosmdesáti letech nominován na Cenu Thálie (2000) a za celoživotní mistrovství v dabingu obdržel Cenu Františka Filipovského (2007).
Od roku 1948 vyučoval na brněnské konzervatoři a od roku 1951 na JAMU. Stálý úvazek zde získal roku 1964 a v roce 1968 se habilitoval. Učil hereckou výchovu, jevištní mluvu a umělecký přednes. Vyučování herecké výchovy vedl v tandemu s Jarmilou Lázničkovou.